# Achelia kiiensis
Achelia kiiensis är en havsspindelart som beskrevs av Utinomi, H. 1951. Achelia kiiensis ingår i släktet Achelia och familjen Ammotheidae. Inga underarter finns listade i Catalogue of Life.